# Hyalinarcha
Hyalinarcha là một chi bướm đêm thuộc họ Crambidae.